# Трети артилерийски полк
Трети артилерийски полк е български артилерийски полк, формиран през 1886 година, взел участие в Балканската (1912 – 1913), Междусъюзническата (1913), Първата (1915 – 1918) и Втората световна война (1941 – 1945).

## Формиране
Историята на полка започва през 1886 година, когато когато съгласно указ № 85 в Пловдив от 1-ва и 2-ра четирифунтова батарея се формира Четвърти артилерийски полк. На 24 януари 1892 г. командирът на полка подполковник Балабанов е назначен за инспектор на артилерията и изпълняващ длъжността помощник на началника на артилерията. На 14 април 1892 за командир на полка е назначен командващият батарея в полка майор Никола Бакърджиев. Когато се ражда престолонаследникът княз Борис, с указ № 20 от 1894 г. му се възлага шефството на полка.

## Балкански войни (1912 – 1913)
Полкът е мобилизиран съгласно заповед № 5 от 23 септември 1912 година, като формира нови подразделения, в това число и 3-ти не с.с. артилерийски полк. На основание заповед № 1 от 1912 г. на командира на 3-ти артилерийски полк към полка се формира 39-а допълваща батарея, която започва да функционира от месец септември същата година. От 24 септември действа като Трети скорострелен артилерийски полк. Взема участие и в Междусъюзническата война (1913), след края на която на 13 август 1913 година е демобилизиран.

### Командване и състав
По време на Балканските войни полкът има следното командване и състав:
- Командир на полка – подполковник Стефан Богданов
  - Командир на 1-во отделение – подполковник Георги Тодоров
  - Командир на 2-ро отделение – подполковник Антон Антонов
  - Командир на 3-то отделение – майор Иван Китайков
  - Полкови лекар – санитарен капитан д-р Емануил Атанасов
  - Ветеринарен лекар – санитарен майор ветеринар д-р Методий Славов

### Трети нескорострелен артилерийски полк
Трети нескорострелен артилерийски полк е формиран в Пловдив на 23 септември 1912 година от състава на 3-ти артилерийски полк и се състои от две артилерийски отделения.

## Първа световна война (1915 – 1918)
На 10 септември 1912 година във връзка с мобилизацията за Първата световна война (1915 – 1918) полкът се развръща и формира щаб на 2-ра артилерийска бригада (2-ра пехотна тракийска дивизия), два скорострелни артилерийски полка, едно не с. с. артилерийски отделение и две паркови батареи. Взема участие във войната, като е в подчинение на командира на 1-ва пехотна бригада от 2-ра пехотна тракийска дивизия. Участва във военните действия в Македония. След края на войната, със заповед № 511 се дават указания за демобилизиране на полка, което се случва на 10 октомври 1918 година в Пловдив.
През войната полкът има следния числен състав, добитък, обоз и въоръжение:
| Числен състав                          | Добитък    | Обоз                              | Въоръжение                                                            |
| -------------------------------------- | ---------- | --------------------------------- | --------------------------------------------------------------------- |
| Офицери: 17 Подофицери и войници: 1315 | Коне: 1036 | Обикновени коли: 157 Специални: 2 | Пушки и карабини: 30 Полски с.с. оръдия: 12 Планински с.с. оръдия: 12 |

## Между двете световни войни
На 1 декември 1920 година на основание предписание № 6129 и в изпълнение на клаузите на Ньойския мирен договор полкът е реорганизиран в 3-то артилерийско отделение с три батареи. Части от полка вземат участие в потушаването на Септемврийското въстание (1923). През 1928 година отново се развръща в полк, като 3-ти артилерийски полк, но носи явното название отделение до 1938 година.

## Втора световна война (1941 – 1944)
По време на Втора световна война (1941 – 1945) през 1941 и 1943 година полкът е на Прикриващия фронт. През 1944 година е преименуван на Трети дивизионен артилерийски полк и взема участие в първата фаза на заключителния етап на войната под командването на полковник Васил Попненчев и се състои от 12 батареи. Към полка се числят доброволци от 5-а гвардейска народна пеша батарея. В състава на същия взема участие и формираната от доброволци 1-ва гвардейска народна пеша батарея.
С указ № 6 от 5 март 1946 г. издаден на базата на доклад на Министъра на войната № 32 от 18 февруари 1946 г. е одобрена промяната на наименованието на полка от 3-ти дивизионен артилерийски полк на 3-ти дивизионен артилерийски на Тодор Каблешков полк. През ноември 1948 г. полкът е преименуван на 2-ри дивизионен артилерийски полк със седалище в Хасково. През следващата година преминава към 10-и дивизионен артилерийски полк с местостоянка град Хасково. През май 1950 г. е преместен в Кърджали, а след септември преминава на подчинение към 17-и дивизионен артилерийски полк, а по-късно към 41-ви оръдеен артилерийски полк.

## Наименования
През годините полкът носи различни имена според претърпените реорганизации:
- Трети артилерийски полк (1886 – 30 януари 1894)
- Трети артилерийски на Н. Ц. В. Престолонаследника полк (30 януари 1894 – 24 септември 1912)
- Трети скорострелен артилерийски на Н. Ц. В. Престолонаследника полк (24 септември 1912 – 1913)
- Трети артилерийски на Н. Ц. В. Престолонаследника полк (1913 – 3 октомври 1918)
- Трети артилерийски на Н. Ц. В. Борис, Княз Търновски полк (3 октомври 1918 – 1 декември 1920)
- Трето артилерийско на Н. Ц. В. Борис, Княз Търновски отделение (1 декември 1920 – 1928)
- Трети артилерийски на Н. Ц. В. Борис, Княз Търновски полк (1928 – 1944)
- Трети дивизионен артилерийски полк (1944 – 5 март 1946)
- Трети дивизионен артилерийски на Тодор Каблешков полк (5 март 1946 – ноември 1948)
- Втори дивизионен артилерийски полк (ноември 1948 – 1950)

## Командири
Званията са към датата на заемане на длъжността.
- Капитан Петър Тантилов (10 март 1886 – 27 октомври 1886)
- Капитан Бончо Балабанов (27 октомври 1886 – 24 януари 1892)
- Майор Никола Бакърджиев (от 14 април 1892 г.)
- Капитан Христо Кирков след 1892, към 1904
- Подполковник Константин Жостов (януари 1910 – март 1912)
- Полковник Стефан Богданов Балканска война
- Полковник Иван Марков (1915 – септември 1915)
- Подполковник Петър Галунски от септември 1915
- Подполковник Владимир Заимов (1927 – 1927)
- Подполковник Никола Стойчев (1931 – 1934)
- Подполковник Христо Чуков (1935 – 1935)
- Полковник Васил Попненчев от 1944